# Tobias Koch (Politiker)
Tobias Koch (* 18. Oktober 1973 in Hamburg) ist ein deutscher Politiker (CDU). Er ist seit 2005 Abgeordneter und seit 2017 CDU-Fraktionsvorsitzender im Schleswig-Holsteinischen Landtag.

## Leben und Beruf
Nach dem Abitur 1992 am Gymnasium Trittau absolvierte Koch bis 1994 eine Ausbildung zum Bankkaufmann bei der Deutschen Bank in Hamburg und leistete anschließend seinen Wehrdienst ab. Von 1995 bis 2000 folgte das Studium der Betriebswirtschaftslehre an der Universität Hamburg, welches er als Diplom-Kaufmann abschloss. Nachdem er schon neben dem Studium von 1995 an bei der Deutschen Bank in Hamburg tätig gewesen war, wechselte er 2003 als Spezialberater Investments zur Deutschen Bank in Lübeck.
Tobias Koch hat zwei Kinder.

## Partei
Koch trat schon als Schüler 1989 der Jungen Union und 1990 auch der CDU bei. Seit 1998 gehört er mit kurzer Unterbrechung dem Vorstand des CDU-Kreisverbandes Stormarn an, von 2008 bis 2014 als stellvertretender Kreisvorsitzender, seit 2014 als Vorsitzender. 2016 wurde er zudem zum stellvertretenden Landesvorsitzenden der CDU Schleswig-Holstein gewählt.
Koch war von 1994 bis 1997 Mitglied der Gemeindevertretung in Lütjensee und Mitglied im Amtsausschuss des Amtes Trittau. Anschließend, von 1998 bis 2003, war er Bürgerliches Mitglied in der Ahrensburger Stadtverordnetenversammlung, sowie Mitglied im Finanzausschuss. Den Vorsitz des Finanzausschusses übernahm er 2001 bis einschließlich 2009. Von 2003 bis 2017 war Tobias Koch Mitglied der Stadtverordnetenversammlung von Ahrensburg, davon in den Jahren 2010 bis 2017 als Vorsitzender der CDU-Fraktion Ahrensburg.

## Abgeordneter
Bei der Landtagswahl 2005 für die 16. Wahlperiode wurde Koch erstmals als Abgeordneter in den Schleswig-Holsteinischen Landtag gewählt. Von 2009 bis 2011 war er Obmann der CDU-Fraktion im HSH-Untersuchungsausschuss. Zudem ist Koch seit 2009 Mitglied im Fraktionsvorstand der CDU-Landtagsfraktion, er war ab August 2011 zusätzlich stellvertretender Vorsitzender. Koch gehörte in der 18. Wahlperiode als finanzpolitischer Sprecher der Arbeitsgruppe Haushaltsprüfung sowie dem Unterausschuss für Unternehmensbeteiligungen des Landes an. Zusätzlich war er stellvertretendes Mitglied im Bildungsausschuss.
Tobias Koch ist als direkt gewählter Abgeordneter des Wahlkreises Stormarn-Mitte (früher: Wahlkreis Ahrensburg) in den Landtag eingezogen. Bei den Landtagswahlen 2005, 2009 und 2012 konnte er den Wahlkreis jeweils mit der Mehrheit der Erststimmen für die CDU gewinnen (2012: 39,2 %).
Bei der Landtagswahl 2017 zog Tobias Koch mit 39,1 Prozent der Erststimmen als direkt gewählter Abgeordneter des Wahlkreises Stormarn-Mitte für die 19. Wahlperiode erneut in den Landtag ein. Nachdem Daniel Günther das Amt des Ministerpräsidenten übernommen hatte, wurde Koch am 28. Juni 2017 zum neuen Vorsitzenden der CDU-Landtagsfraktion gewählt. Koch ist zudem weiterhin Mitglied des Finanzausschusses, sowie im Parlamentarischen Einigungsausschuss.
Bei der Landtagswahl 2022 konnte er mit 40,3 Prozent der Stimmen erneut über das Direktmandat im Wahlkreis Stormarn-Mitte in den Landtag einziehen.

## Gesellschaftliches Engagement
Neben seinen politischen Tätigkeiten engagiert sich Tobias Koch in verschiedenen Vereinen. Er ist Mitglied beim Deutschen Roten Kreuz, dem Freundeskreis Schloss Ahrensburg und Haus &Grund, Grundeigentümerverein Ahrensburg.